# Hypotrachyna lythgoeana
Hypotrachyna lythgoeana är en lavart som först beskrevs av C. W. Dodge, och fick sitt nu gällande namn av Hale. Hypotrachyna lythgoeana ingår i släktet Hypotrachyna och familjen Parmeliaceae.   Inga underarter finns listade i Catalogue of Life.